# Liste des chemins de fer touristiques aux Pays-Bas
Cette liste énumère les chemins de fer touristiques au Pays-Bas (qui roulent sur rails), ainsi que les musées associés à ce thème. Elle ne comprend donc pas les chariots sur pneus tirés par des tracteurs déguisés en locomotives que l'on peut voir circuler dans les rues de nombreuses stations touristiques.
Les listes suivantes ne sont pas exhaustives et devront être complétées ou actualisées au fil du temps (dernière actualisation en aout 2024) :

## Lignes de chemins de fer musées
| Noms                                          | Type              | Gare/Dépôt  | Ligne | Section                                                               | Écartement           | Province                        | Statut     |
| --------------------------------------------- | ----------------- | ----------- | ----- | --------------------------------------------------------------------- | -------------------- | ------------------------------- | ---------- |
| Museum Buurtspoorweg (MBS)                    | Train Touristique | Haaksbergen |       | Haaksbergen - Boekelo (Enschede)                                      | 1,435 (voie normale) | Overijssel                      | En service |
| Museumstoomtram Hoorn-Medemblik (SHM)         | Train Touristique | Hoorn       |       | Hoorn - Medemblik (ville)                                             | 1,435 (voie normale) | Hollande-Septentrionale         | En service |
| Stoomtrein Goes-Borsele (SGB)                 | Train Touristique | Goes        |       | Goes - Borsele                                                        | 1,435 (voie normale) | Zélande                         | En service |
| Zuid-Limburgse Stoomtrein Maatschappij (ZLSM) | Train Touristique | Simpelveld  |       | Simpelveld - Valkenburg Simpelveld - Kerkrade & Simpelveld - Vetschau | 1,435 (voie normale) | Province de Limbourg (Pays-Bas) | En service |
| Veluwsche Stoomtrein Maatschappij (VSM)       | Train Touristique | Apeldoorn   |       | Apeldoorn - Dieren                                                    | 1,435 (voie normale) | Gueldre                         | En service |
| Rotterdamsche Tramweg Maatschappij (RTM)      | Tram Touristique  | Rotterdam   |       |                                                                       | 1,067 (voie étroite) | Hollande-Méridionale            | En service |

## Musées ferroviaires (avec exploitation sur le réseau ferrée NS)
| Noms                                                                      | Type                    | Gare/Dépôt | Ligne | Section | Écartement           | Province                | Statut                              |
| ------------------------------------------------------------------------- | ----------------------- | ---------- | ----- | ------- | -------------------- | ----------------------- | ----------------------------------- |
| Nederlands Spoorwegmuseum (Musée National des Chemins de Fer Néerlandais) | Musée national          | Utrecht    |       |         |                      | Utrecht                 | Ouvert                              |
| Stoom Stichting Nederland (SSN)                                           | Musée/Train Touristique | Rotterdam  |       |         | 1,435 (voie normale) | Hollande-Méridionale    | En service                          |
| Hoogovens Stoom IJmuiden (HSIJ)                                           | Musée/Train Touristique | IJmuiden   |       |         | 1,435 (voie normale) | Hollande-Septentrionale | Exploitation suspendue depuis 2022. |
| Stichting 2454 CREW (Crew 2454)                                           | Musée/Train Touristique | Hilversum  |       |         | 1,435 (voie normale) | Hollande-Septentrionale | En service                          |
| Stichting Historisch Dieselmaterieel (SHD)                                | Musée/Train Touristique | Amersfoort |       |         | 1,435 (voie normale) | Utrecht                 | En service                          |
| Stichting Museum Materieel Railion (SMMR)                                 | Musée/Train Touristique | Rotterdam  |       |         | 1,435 (voie normale) | Hollande-Méridionale    | En service                          |
| Stichting Hondekop (Stichting Mat '54 Hondekop-Vier)                      | Musée/Train Touristique | Hilversum  |       |         | 1,435 (voie normale) | Hollande-Septentrionale | En service                          |

## Musées ferroviaires (sans exploitation de ligne)
| Noms                                                | Type  | Ville        | Ligne | Section | Écartement           | Province                | Statut                                                                |
| --------------------------------------------------- | ----- | ------------ | ----- | ------- | -------------------- | ----------------------- | --------------------------------------------------------------------- |
| Nederlands Transport Museum (NTM)                   | Musée | Nieuw-Vennep |       |         | 1,435 (voie normale) | Hollande-Septentrionale | Fermer temporairement (à la suite d'un déménagement des collections). |
| Stichting De Locomotor (SDL)                        | Musée |              |       |         | 1,435 (voie normale) |                         | Ouvert                                                                |
| Stichting 162                                       | Musée | Abbekerk     |       |         | 1,435 (voie normale) | Hollande-Septentrionale | Ouvert                                                                |
| Stichting Spoorweg-Maatschappij Zuid-Beveland (SZB) | Musée |              |       |         | 1,435 (voie normale) |                         | Ouvert                                                                |
| Stichting Transit Oost                              | Musée |              |       |         | 1,435 (voie normale) |                         | Ouvert                                                                |

## Musées du Tram
| Noms                                                 | Type                   | Dépôt     | Ligne | Section | Écartement                                  | Province                | Statut     |
| ---------------------------------------------------- | ---------------------- | --------- | ----- | ------- | ------------------------------------------- | ----------------------- | ---------- |
| Electrische Museumtramlijn Amsterdam (EMA)           | Musée/Tram Touristique | Amsterdam |       |         | 1,435 (voie normale)                        | Hollande-Septentrionale | En service |
| Haags Openbaar Vervoer Museum (HOVM)                 | Musée/Tram Touristique | La Haye   |       |         | 1,435 (voie normale)                        | Hollande-Méridionale    | En service |
| Museumtram Nederlands Openlucht Museum (NOM)         | Musée/Tram Touristique | Arnhem    |       |         | 1,435 (voie normale)                        | Gueldre                 | En service |
| Vervoer Museum (NZH)                                 | Musée/Tram Touristique | Haarlem   |       |         | 1,000 / 1,435 mm (voie métrique et normale) | Hollande-Septentrionale | En service |
| Stichting Romeo (RoMeO) - Tramwegstichting Rotterdam | Musée/Tram Touristique | Rotterdam |       |         | 1,435 (voie normale)                        | Hollande-Méridionale    | En service |

## Chemins de fer musées industriels (à voie étroite)
| Noms                                  | Type                    | Gare/Dépôt | Ligne                               | Section | Écartement                          | Province             | Statut     |
| ------------------------------------- | ----------------------- | ---------- | ----------------------------------- | ------- | ----------------------------------- | -------------------- | ---------- |
| Decauville Spoorweg Muséum (DSM)      | Musée                   | Harskamp   |                                     |         | 600/700 (voie étroite)              | Gueldre              | Fermé ?    |
| Gelderse Smalspoor Stichting (GSS)    | Musée                   | Heteren    |                                     |         | 700 (voie étroite)                  | Gueldre              | En service |
| Industrieel Smalspoor Museum (ISM)    | Musée/Train Touristique | Erica      |                                     |         | 900, 700, 600 et 500 (voie étroite) | Drenthe              | En service |
| Museum steenfabriek de Werklust (MWL) | Musée/Train Touristique | Losser     |                                     |         | 700 (voie étroite)                  | Overijssel           | En service |
| Stoomtrein Katwijk Leiden (SKL)       | Musée/Train Touristique | Katwijk    | Ligne du lac de Valkenburg (4,5km). |         | 700 (voie étroite)                  | Hollande-Méridionale | En service |
| Stichting Rijssens Leemspoor (SRL)    | Musée/Train Touristique | Rijssen    |                                     |         | 600 (voie étroite)                  | Overijssel           | En service |